# エルビス・アラウホ
- エルビス・アローホ
- エルビス・アラウージョ

エルビス・アレハンドロ・アラウホ・ラミレス（Elvis Alejandro Araújo Ramírez, 1991年7月15日 - ）は、ベネズエラ・スリア州マラカイボ出身のプロ野球選手（投手）。左投左打。

## 経歴

### プロ入りとインディアンス傘下時代
2007年にクリーブランド・インディアンスと契約してプロ入り。
2008年に傘下のルーキー級ドミニカン・サマーリーグ・インディアンスでプロデビューしたが、トミー・ジョン手術を受けたため、2009年から2年間も全休した。
2011年はルーキー級アリゾナリーグ・インディアンスとA-級マホーニングバレー・スクラッパーズでプレーし、2球団合計で15試合（先発13試合）に登板して9勝1敗・防御率3.36・63奪三振の成績を残した。
2012年はA級レイクカウンティ・キャプテンズでプレーし、28試合に先発登板して7勝10敗・防御率5.00・111奪三振の成績を残した。
2013年はA+級カロライナ・マドキャッツは故障を繰り返し、2試合の登板にとどまった。
2014年からはリリーフに転向すると、A+級カロライナとAA級アクロン・ラバーダックスでプレーし、2球団合計で43試合に登板して2勝1敗11セーブ・防御率3.42・50奪三振の成績を残した。オフにFAとなった。

### フィリーズ時代
2014年11月13日にフィラデルフィア・フィリーズと1年契約を結んだ。
2015年の開幕は傘下のAA級レディング・ファイティン・フィルズで迎えたが、5月2日にメジャー初昇格を果たし、5日のアトランタ・ブレーブス戦でメジャーデビュー。この年メジャーでは40試合に登板して2勝1敗・防御率3.38・34奪三振の成績を残した。
2016年は32試合に登板して2勝1敗・防御率5.60・29奪三振の成績を残した。

### 中日時代
2016年11月18日にウェイバー公示でマイアミ・マーリンズへ移籍した。12月のウィンターミーティングに派遣された中日ドラゴンズの編成部国際渉外担当である友利結とマーリンズとで交渉が行われ、12月22日に中日が獲得することに決まった。また翌12月23日にはブラッド・ジーグラーの加入もあってDFAとなり、2017年1月5日にFAとなった。その翌日の1月6日に中日への入団が正式発表された。背番号は49。年俸は8000万円＋出来高（2017年）。
2017年は一軍で6試合登板したものの結果は振るわず、シーズン終了後契約保留選手名簿から外れ、自由契約となった。

### オリオールズ傘下時代
2018年2月6日にボルチモア・オリオールズとマイナー契約を結んだ。

### マーリンズ傘下時代
2019年2月18日にマイアミ・マーリンズとマイナー契約を結んだ。6月20日にFAとなった。

### メキシカンリーグ時代
2021年2月12日にリーガ・メヒカーナ・デ・ベイスボルのモンテレイ・サルタンズと契約を結んだ。
2022年には、同リーグの3球団でプレーした。
2024年は当初ユカタン・ライオンズと契約していたが、登板機会のないまま放出され、4月13日にキンタナロー・タイガースに移籍した。7月6日にはベラクルス・イーグルスへ移籍した。

## 投球スタイル
最速97mph（約156km/h）・平均92mph（148km/h）のフォーシームと、決め球の平均84mph（約135km/h）の縦のスライダーの2球種を中心に使用し、その他に平均87mph（約140km/h）のチェンジアップを使う。

メジャー通算の奪三振率は9.2と高いものの、通算与四球率は5.2とこちらも高い。

## 詳細情報

### 年度別投手成績
| 年 度    | 球 団    | 登 板 | 先 発 | 完 投 | 完 封 | 無 四 球 | 勝 利 | 敗 戦 | セ 丨 ブ | ホ 丨 ル ド | 勝 率 | 打 者 | 投 球 回 | 被 安 打 | 被 本 塁 打 | 与 四 球 | 敬 遠 | 与 死 球 | 奪 三 振 | 暴 投 | ボ 丨 ク | 失 点 | 自 責 点 | 防 御 率 | W H I P |
| -------- | -------- | ----- | ----- | ----- | ----- | -------- | ----- | ----- | -------- | ----------- | ----- | ----- | -------- | -------- | ----------- | -------- | ----- | -------- | -------- | ----- | -------- | ----- | -------- | -------- | ------- |
| 2015     | PHI      | 40    | 0     | 0     | 0     | 0        | 2     | 1     | 0        | 2           | .500  | 151   | 34.2     | 29       | 1           | 19       | 1     | 0        | 34       | 2     | 0        | 17    | 13       | 3.38     | 1.38    |
| 2016     | PHI      | 32    | 0     | 0     | 0     | 0        | 2     | 1     | 0        | 4           | .500  | 134   | 27.1     | 35       | 4           | 17       | 2     | 2        | 29       | 0     | 1        | 22    | 17       | 5.60     | 1.90    |
| 2017     | 中日     | 6     | 0     | 0     | 0     | 0        | 1     | 0     | 0        | 0           | 1.000 | 38    | 8.1      | 9        | 1           | 3        | 0     | 2        | 6        | 0     | 1        | 6     | 6        | 6.48     | 1.44    |
| MLB：2年 | MLB：2年 | 72    | 0     | 0     | 0     | 0        | 4     | 2     | 0        | 6           | .500  | 285   | 62.0     | 64       | 5           | 36       | 3     | 2        | 63       | 2     | 1        | 39    | 30       | 4.35     | 1.61    |
| NPB：1年 | NPB：1年 | 6     | 0     | 0     | 0     | 0        | 1     | 0     | 0        | 0           | 1.000 | 38    | 8.1      | 9        | 1           | 3        | 0     | 2        | 6        | 0     | 1        | 6     | 6        | 6.48     | 1.44    |

- 2017年度シーズン終了時

### 記録
NPB投手記録
- 初登板：2017年5月9日、対横浜DeNAベイスターズ7回戦（長良川球場）、8回裏に4番手で救援登板、1回1失点[16]
- 初奪三振：同上、梶谷隆幸から見逃し三振[16]
- 初勝利：2017年5月13日、対東京ヤクルトスワローズ6回戦（松山中央公園野球場）、8回裏に3番手で救援登板、1回無失点[17]

### 背番号
- 59（2015年 - 2016年）
- 49（2017年）